# 珍妮佛·林格莉
珍妮佛·凱伊·林格莉（英語：Jennifer Kaye Ringley，1976年8月10日—），生於美國賓夕法尼亞州哈里斯堡，前網路名人。她在1996年架設網站「看珍妮」（JenniCam，又譯珍妮鏡頭），是第一個透過網路進行生活直播的節目。這個網站運作了7年，直到2003年12月31日時關站。

## 生平
在就讀狄金森学院時，作為一項學校作業，珍妮佛·林格莉在她的學校宿舍中，架起一台攝影機，並架設了一個網站。於1996年4月3日開始，網站上線，將攝影內容直接連接到網站上，每3分鐘刷新一次內容。
1998年，大學畢業後，珍妮佛·林格莉搬到華盛頓特區。她繼續營運這個直播網站，與Paypal合作，觀眾可以用收費方式來觀看她的生活直播。2003年12月31日，網站關閉。

## 外部連結
- 〈08/10 － 真人實境秀居然從她開始的！網路直播始祖：珍妮佛林格莉誕生〉 （页面存档备份，存于）